# Automotive Industries Limited
La compañía israelí Automotive Industries Limited (en hebreo: תעשיות רכב נצרת עלית, תע"ר‎ Ta'asiot Rekhev Natzeret Ilit ) es un fabricante de automóviles y autopartes del mercado de dicha nación, así mismo es reconocido como el mayor abastecedor de vehículos blindados para las Fuerzas de Seguridad de Israel

## Historia
La compañía se fundó originalmente en el año de 1966 y fue primeramente conocida como Automotive Equipment Group, su primera actividad fue la de funcionar como una planta para el ensamblaje de automóviles y de camiones. La AIL ha siempre desde su fundación procurado el incremento de sus actividades en la fabricación y desarrollo de vehículos, realizando mucho de sus modelos sobre la base de modificaciones del primer modelo del Willys MB con derivaciones hechas en su base, así como ha desarrollado modelos más recientes como los camiones M-325 (Nun-nun) y el M-462 (Abir), y la serie de vehículos blindados AIL Storm (Sufa), los que son derivados de la plataforma mecánica del Jeep Wrangler; y el más reciente desarrollo de la AIL, el AIL Desert Raider. La AIL ha estado incluso involucrada en el ensamblaje de los vehículos recibidos por las FDI del modelo Humvee, pero dadas las serias restricciones hechas por el gobierno de Estados Unidos por medio de sus programas de ayuda exterior, le han reducido su participación en dicho proyecto, haciendo que los contratos para la modificación y reacondicionamiento de dichos blindados se hagan en plantas en los Estados Unidos.

## Ubicación
Localizada en la ciudad de Nof HaGalil, esta ciudad se encuentra ubicada en vecindad a la antigua Nazareth en la Baja Galilea, a una distancia de 30 km al oeste de la ciudad de Tiberíades. Dista 110 km de Tel Aviv y a 165 km de Jerusalén, capital no reconocida de Israel, salvo por el mismo estado.

## Certificaciones de calidad
- ISO 9001:2000 - Certificado por el Israel Standards Institute[3]

## Productos
AIL está actualmente desarrollando la tercera generación del Storm (Storm III) el cual entró a su producción en serie en el año 2008.

### Descontinuados
- Willys MB - Ensamblaje (entre 1966 y 1983)[3]
- AIL M325 Command Car - Retirado (entre 1966 a 1971)[3]
- AIL Abir - Producción (entre 1966 y 1987)[3]
- High Mobility Multipurpose Wheeled Vehicle (HMMWV) - Anteriormente era ensamblado en cooperación con la empresa AM General.[3]

### En producción
- AIL Storm en producción (1987-presente).[3]
- AIL Desert Raider en producción (1998-presente).[3]